# Eggenfelden
Eggenfelden ist die größte Stadt sowie das wirtschaftliche Zentrum im niederbayerischen Landkreis Rottal-Inn.

## Geographie

### Lage
Die ehemalige Kreisstadt liegt im Tal der Rott am Schnittpunkt der B 20 mit der B 388 und am Beginn der B 588. Die Stadt besitzt zwei Bahnstationen an der Bahnstrecke Passau–Neumarkt-Sankt Veit. Eggenfelden liegt etwa 56 km südöstlich von Landshut, 60 km südlich von Straubing, 70 km südwestlich von Passau, 84 km nördlich von Salzburg und 110 km östlich von München.

### Gemeindegliederung
Eggenfelden hat 119 Gemeindeteile:
- Afuswimm
- Aichner
- Aign
- Altenburg
- Anzengrub
- Asbach
- Au
- Axöd
- Axöd-Siedlung
- Bachkampel
- Berg
- Bruck
- Bruckhäuser
- Buchner
- Dietraching
- Drittenbrei
- Dürrwimm
- Eder vorm Wald
- Edmertsee
- Eggenfelden
- Falterer
- Fäustlinger
- Fraunhofen
- Freiung
- Fuchsberg
- Fuchsmühle
- Fußöd
- Gaisberg
- Gall
- Gern
- Gfürt
- Giglberg
- Gras
- Gschwend
- Hänghub
- Hartlwimm
- Haus
- Heckengrub
- Hetzenberg
- Hinterhöll
- Hochwimm
- Höll
- Holzbruck
- Holzhäuseln
- Holzkeller
- Holzner
- Holzschachten
- Hub
- Kagern
- Kampelsberg
- Kaspersbach
- Kastenberg
- Käufl
- Kirchberg
- Kleeham
- Kleingmain
- Klohub
- Kollersberg
- Königsöd
- Kreuzöd
- Kronwitt
- Lauterbach
- Lichtenberg
- Lichtlberg
- Lindhof
- Loh
- Luderfing
- Lug
- Maißling
- Mitterhof
- Mitterpirsting
- Moosham
- Neustatt
- Niederndorf
- Oberkampel
- Oberkirchberg
- Oberpirsting
- Oberthal
- Oberzeiling
- Peterskirchen
- Pirsting
- Pischelsberg
- Pollersbach
- Prühmühle
- Reiter
- Reiter am Wald
- Rinn
- Rott
- Rott am Wald
- Rottmühle
- Rushäusl
- Sandtner
- Sankt Sebastian
- Simonsöd
- Spanberg
- Sperwies
- Stock
- Straß
- Straß
- Straßhäuseln
- Stumsöd
- Taschnerhof
- Thal
- Tiefstadt
- Untereschlbach
- Unterkampel
- Untermaisbach
- Unterpirsting
- Unterthal
- Unterzeiling
- Vorderhöll
- Weg
- Weilberg
- Weilberg-Siedlung
- Weinberg
- Wimm
- Wolfsberg
- Zainach
- Zellhub

## Geschichte

### Bis zum 19. Jahrhundert
Erstmals urkundlich erwähnt wurde Eggenfelden als das Kloster Baumburg in der Nähe von Trostberg von Gräfin Adelheid von Sulzbach-Rosenberg ein Zinsgut namens etinvelt geschenkt bekam. Dieser Vorgang wird in das Jahr 1125 oder 1120 datiert.
Im Jahr 1259 übernahm das Haus Wittelsbach die Oberhoheit über diese Gegend und somit auch den Ort. Die Wittelsbacher bewirkten den Ausbau Eggenfeldens zu einem befestigten Wirtschaftsmarkt mit eigenen beschränkten Rechtsbefugnissen und der Ortsname wurde von etinvelt in Ecknfeld geändert. Seit dieser Zeit verwalteten die Bürger den Markt zum Handeln von Waren in einer Ratsverfassung sowie einem äußeren und einem inneren Rat weitgehend selbst. Nach 1440 wurde Eggenfelden dann Sitz des Pfleggerichts, welches sich zum Beginn des 19. Jahrhunderts in ein Landgericht und 1862 in ein Bezirksamt (heute Landratsamt) umwandelte.
Die benachbarte, mittlerweile eingemeindete alte Siedlung Gern erhielt 1347 den Status der Hofmark. Der Gerner, ein traditioneller Jahrmarkt, wird jedes Jahr im April abgehalten. Seit dem Jahr 1393 war „vor der Stadt“ ein mittelalterliches dem Heiligen Lazarus geweihtes Leprosorium (Leprakolonie) nachweisbar, von dem keine Reste oder Flurnamen erhalten sind.
Mit der Eröffnung der Rottalbahn von Neumarkt-Sankt Veit über Eggenfelden und Pfarrkirchen nach Pocking erhielt der Ort am 1. September 1879 Anschluss an das Eisenbahnnetz. Die Bahnverbindung (Mühldorf –) Neumarkt-Sankt Veit – Pocking (– Passau) wird heute durch die Südostbayernbahn (Infrastruktur und Personenverkehr, teilweise Güterverkehr) sowie durch DB Cargo (Güterverkehr) betrieben.

### 20. Jahrhundert
Im Jahr 1902 wurde Eggenfelden zur Stadt erhoben. Bis 1972 war die Stadt die Kreisstadt des eigenständigen Landkreises Eggenfelden, ehe die Stadt Pfarrkirchen in Folge einer Landkreisreform die Kreisstadt des neuen Landkreis Rottal-Inn wurde.

### 21. Jahrhundert
Im Juli 2016 erhielt die Stadt die Auszeichnung als Premium-Projekt des Nationalen Städtebaus für das digitale Innovationszentrum RegioLab.

### Eingemeindungen
Im Zuge der Gebietsreform in Bayern wurden am 1. Januar 1972 die Gemeinden Gern I und Kirchberg nach Eggenfelden eingemeindet. Gebietsteile der ehemaligen Gemeinden Gern II und Taufkirchen kamen ebenfalls hinzu. Am 1. Mai 1978 wurden Teile der aufgelösten Gemeinden Hammersbach und Peterskirchen (bis zum 29. Januar 1952 mit dem Gemeindenamen Peterskirchen I) sowie der Ortsteil Huldsessen aus der Gemeinde Unterdietfurt nach Eggenfelden eingegliedert. Im Jahr 1983 wurde Huldsessen wieder nach Unterdietfurt ausgegliedert.

### Einwohnerentwicklung
Zwischen 1988 und 2018 wuchs die Stadt von 11.048 auf 13.736 um 2.688 Einwohner bzw. um 24,3 %.

## Politik

### Stadtrat

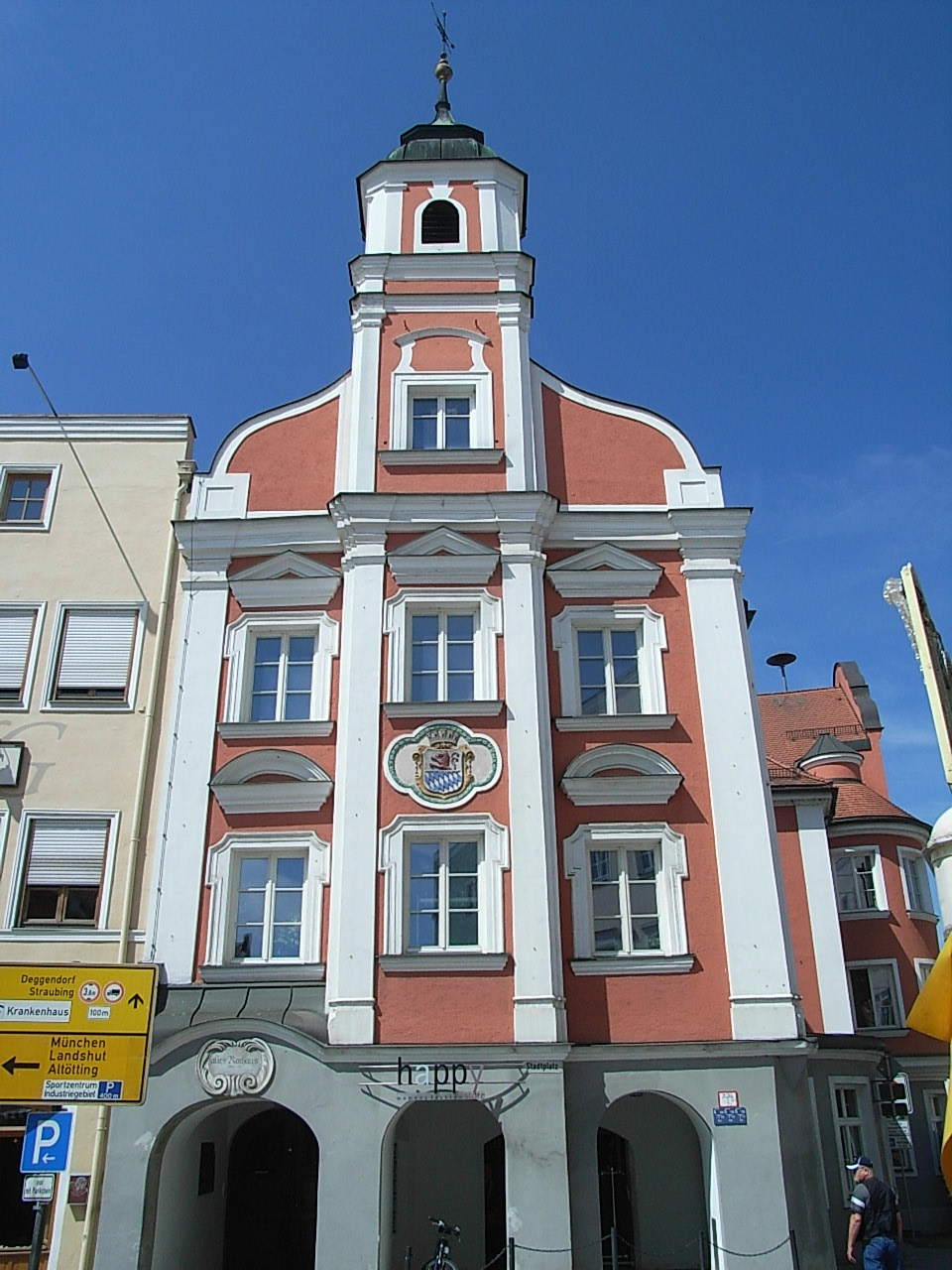
Altes Rathaus aus dem 17. Jahrhundert

Ergebnisse der Stadtratswahlen 2014 und 2020 im Vergleich:
| Partei/Liste | Partei/Liste  | CSU     | SPD     | FWG     | UWG     | Grüne   |
| ------------ | ------------- | ------- | ------- | ------- | ------- | ------- |
| Wahl 2020    | Stimmenanteil | 33,43 % | 14,87 % | 22,66 % | 17,03 % | 12,01 % |
| Wahl 2020    | Sitze         | 8       | 4       | 5       | 4       | 3       |
| Wahl 2014    | Stimmenanteil | 31,60 % | 21,34 % | 20,94 % | 15,68 % | 10,44 % |
| Wahl 2014    | Sitze         | 8       | 5       | 5       | 4       | 2       |

### Bürgermeister
- 1946–1948: Lorenz Fichtner, SPD
- 1948–1960: Lorenz Bachmeier, CSU
- 1960–1990: Hans Kreck, SPD
- 1990–2002: Karl Riedler, SPD
- 2002–2014: Werner Schießl, FWG
- 2014–2020: Wolfgang Grubwinkler, UWG
- Seit 2020: Martin Biber (CSU)[10]

### Wappen

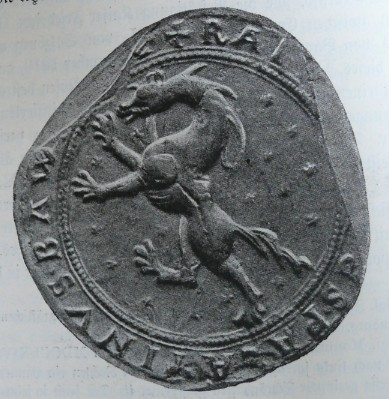
Teil des Eggenfelder Wappens: Der Ortenburger Panther im Siegel des Rapoto III. von Ortenburg (1247)

| | Blasonierung: „Geteilt; oben in Silber ein wachsender roter Panter, unten die Wittelsbacher Rauten.“ |
| Wappenbegründung: Der Panter ist das Wappentier aus dem Siegel der 1248 ausgestorbenen pfalzgräflichen Linie der spanheimischen Grafen von Kraiburg und Ortenburg, die seit dem 12. Jahrhundert im Rottal Grafschaftsrechte besaßen. Die Rauten erinnern an die wittelsbachischen Herzöge von Niederbayern, die 1259 die Besitznachfolge der Kraiburg-Ortenburger antraten und auch das spanheimische Wappenbild des Panters übernahmen. In den Marktsiegeln bis zum 17. Jahrhundert wurde der Panter in ungewöhnlich geminderter Form und die bayerischen Wecken auf die Spitze gestellt abgebildet, wohl um die Unterscheidung von ähnlichen Wappen zu erleichtern. Aufgrund schlechter Wiedergaben wurde der Panter im 19. Jahrhundert als bayerischer Löwe oder als Passauer Wolf gedeutet. Der Beginn der Wappen- und Siegelführung wird wohl mit der Erteilung von Freiheitsbriefen durch Kaiser Ludwig den Bayern in Verbindung stehen; der älteste Siegelabdruck mit der Umschrift CIVIVM DE EKKENFELDEN stammt aus dem Jahr 1374. | |

### Städtepartnerschaften

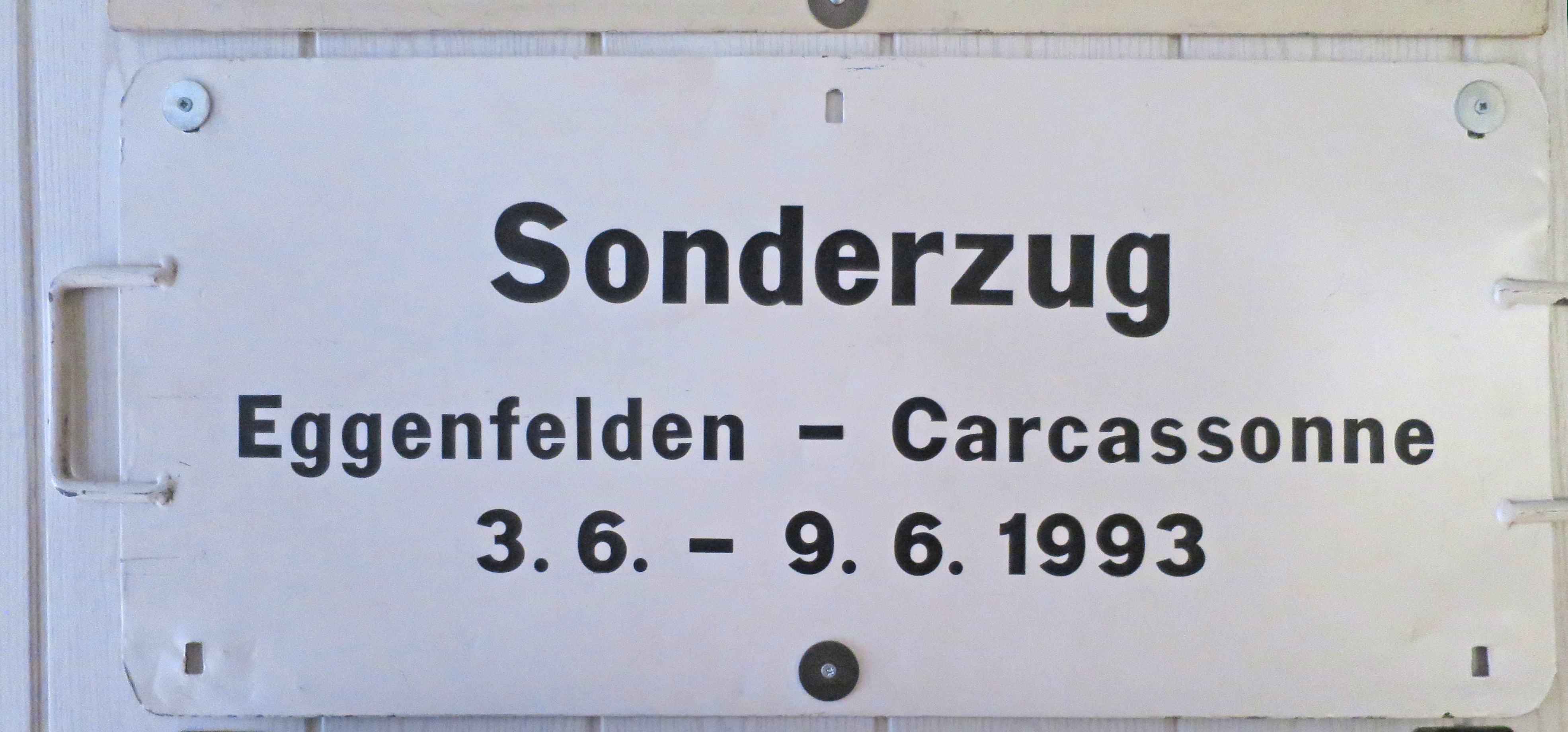
Zuglaufschild beim Modellbahnclub MEC Eggenfelden Rottal e. V.

- Carcassonne in Frankreich, seit 1973

- Balatonalmádi in Ungarn, seit Oktober 2000[13]

## Kultur und Sehenswürdigkeiten

### Theater
Eggenfelden verfügt mit seinem Theater an der Rott über das einzige landkreiseigene Theater Deutschlands.

### Kulturverein
Der Kulturverein Eggenfelden kult – egg organisiert und koordiniert Konzerte, Aufführungen, Ausstellungen, Vorführungen und Vorträge und bereichert so Kunst und Kultur der Kleinstadt.

### Musikschule
Die Städtische Musikschule Eggenfelden hat ihren Sitz in der Schlossökonomie Gern. Diese ist Mitglied des Verbands deutscher Musikschulen sowie im Verband bayerischer Sing- und Musikschulen.

### Kirchen
Direkt in Eggenfelden steht die aus dem 15. Jahrhundert stammende stattliche römisch-katholische Stadtpfarrkirche St. Nikolaus und Stephanus, die im gotischen Stil erbaut wurde. Hierbei handelt es sich um eine fünfschiffige Staffelhalle, bei der das Netzrippengewölbe besonders ausgeprägt ist. Neben der Stadtpfarrkirche gibt es noch die Klosterkirche des ehemaligen Franziskanerklosters, die Friedhofskirche und die Spitalkirche. Außerdem existieren einige Kapellen, beispielsweise die St.-Anna-Kapelle und die Bürgerwaldkapelle. Die evangelische Reformations-Gedächtnis-Kirche ist aus einem umgebauten Wirtshaus von 1901 entstanden. Das Gebiet der evangelischen Gemeinde erstreckt sich auch über die umliegenden Gemeinden und Märkte.
In Kirchberg steht die St.-Michaels-Kirche.
In Gern stehen die St. Sebastian und die Schlosskirche.

### Schloss Gern
Das Schloss Gern befand sich im Stadtteil Gern von Eggenfelden. Die alten Gebäude der Schlossökonomie Gern werden zurzeit restauriert.

### Sonstige Bauwerke
Geschmückt wird der historische Stadtplatz vom neuzeitlichen Marienbrunnen (Eggenfelden). Als einziges der ehemals vier Stadttore ist das Grabmeiertor erhalten.

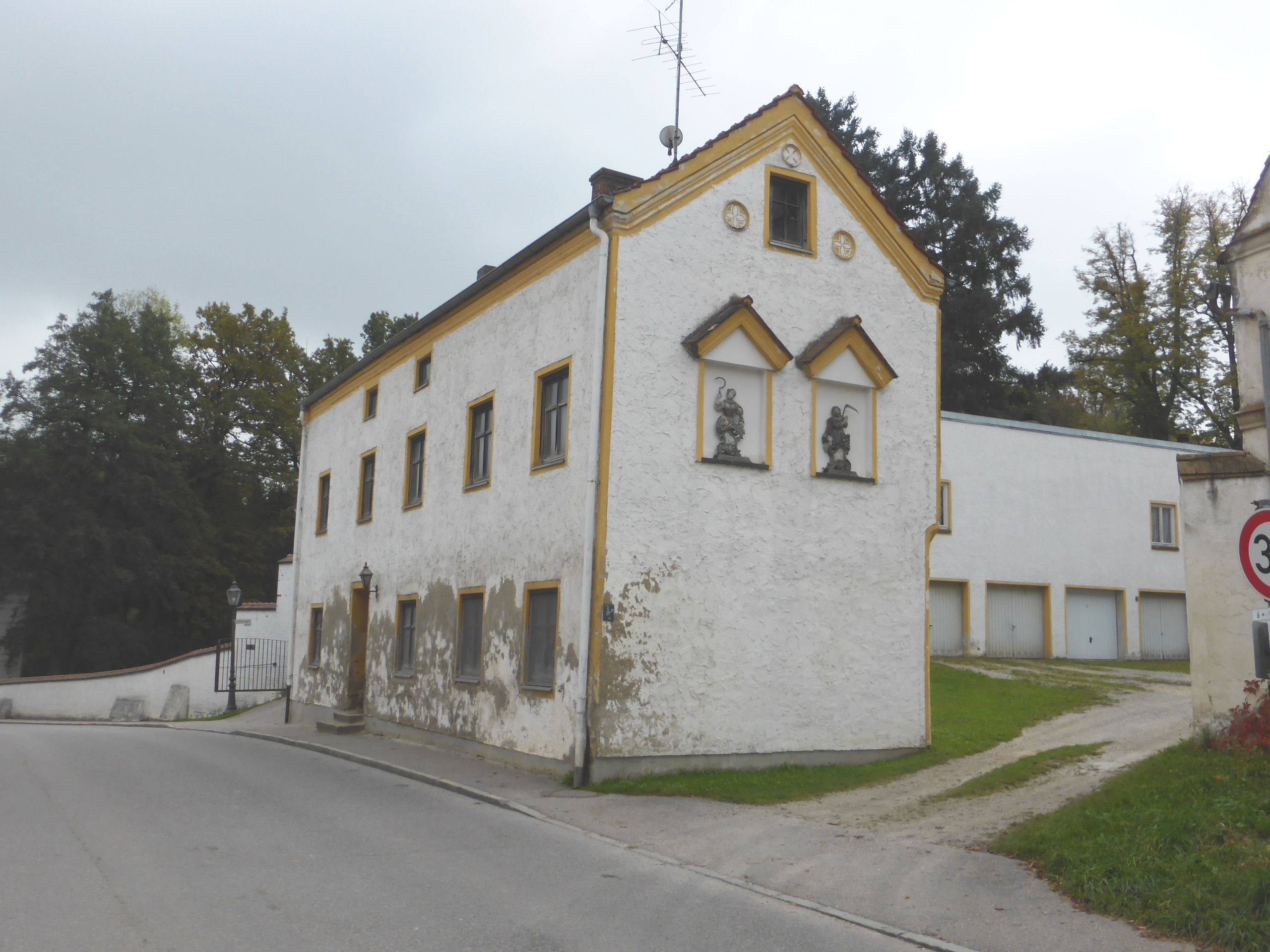
Gern (Hofmark 38)
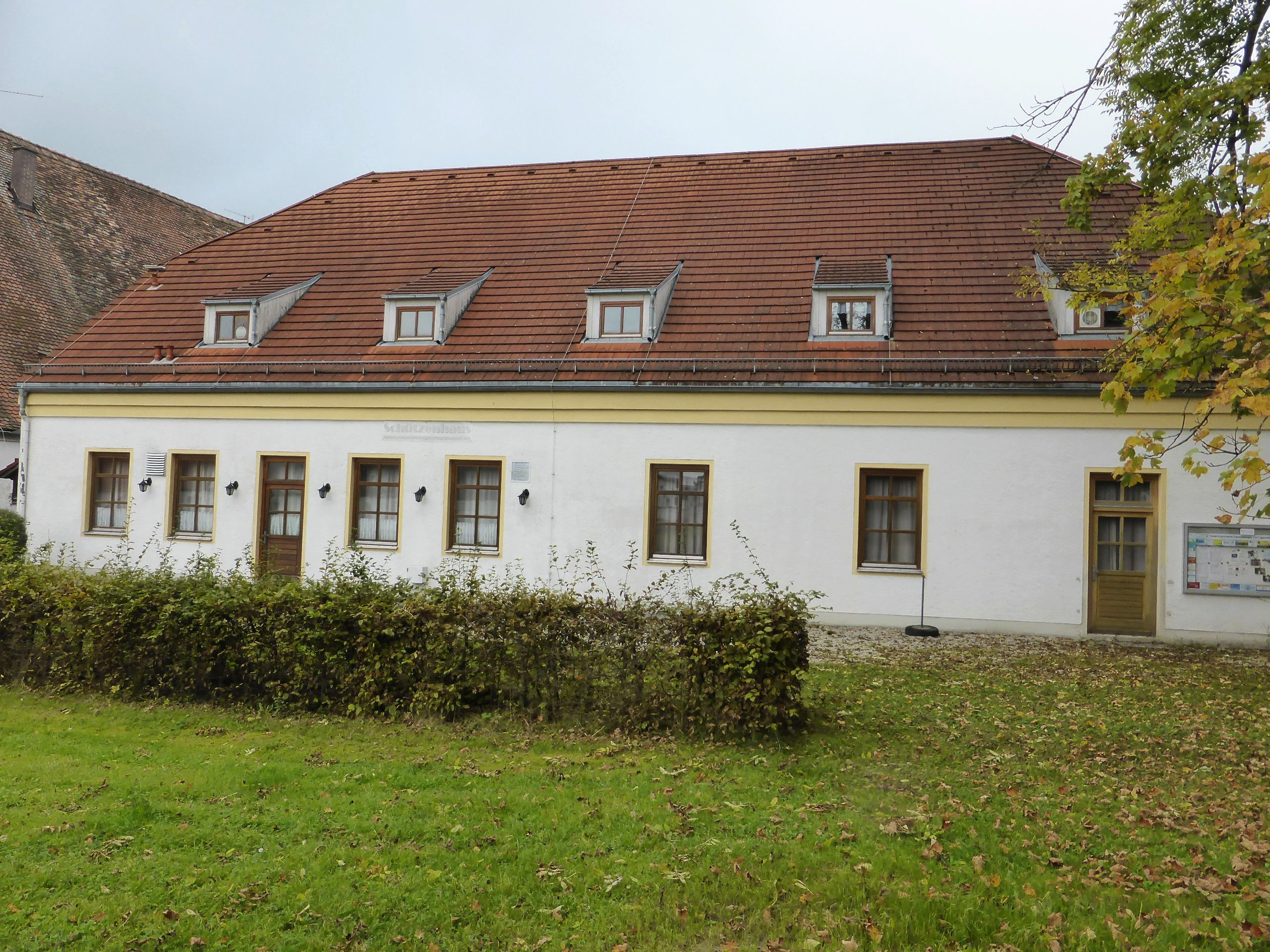
Gern (Schützenhaus)
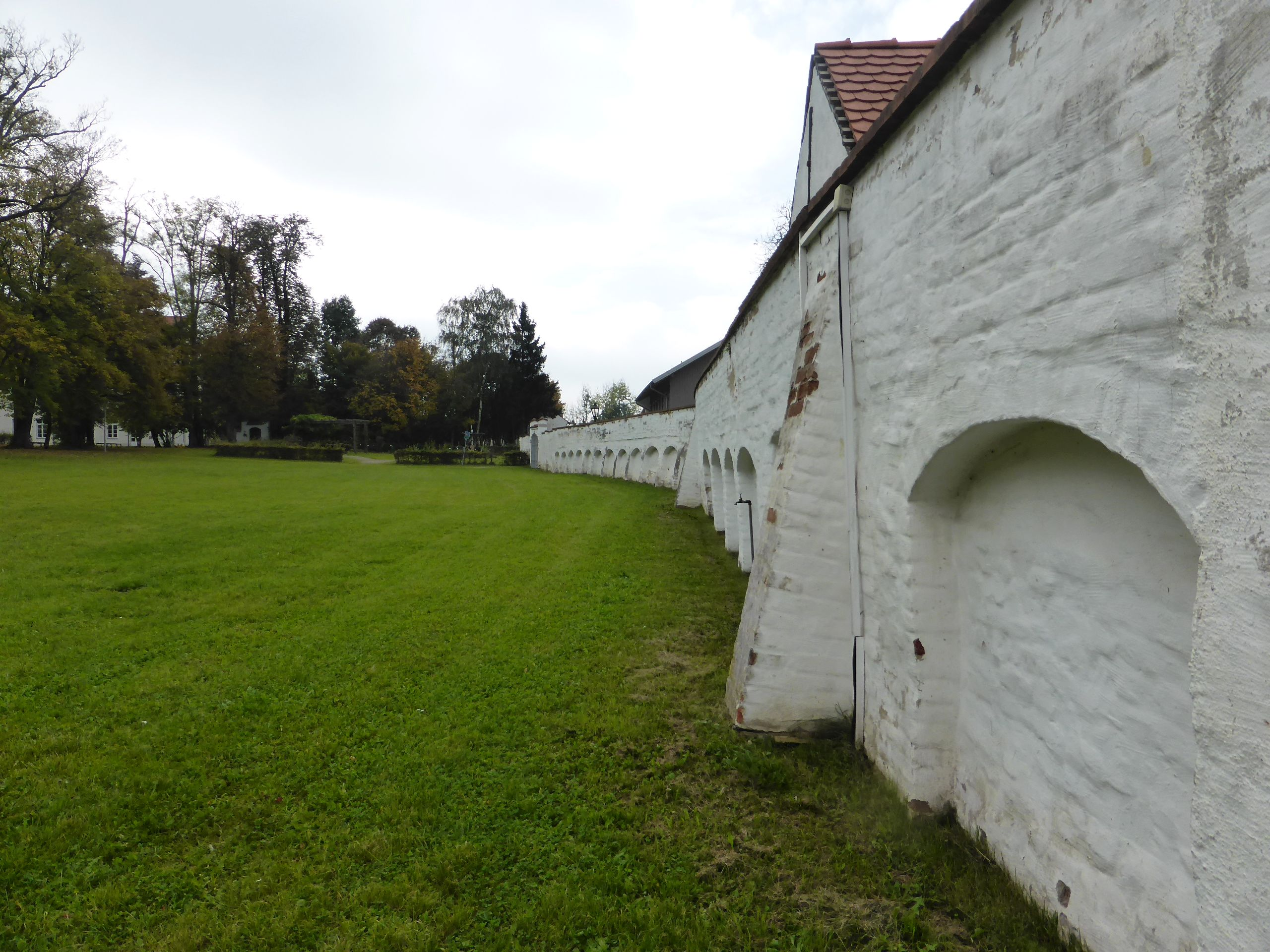
Gern (Schlosspark, Nordflügel des Neuen Schlosses)
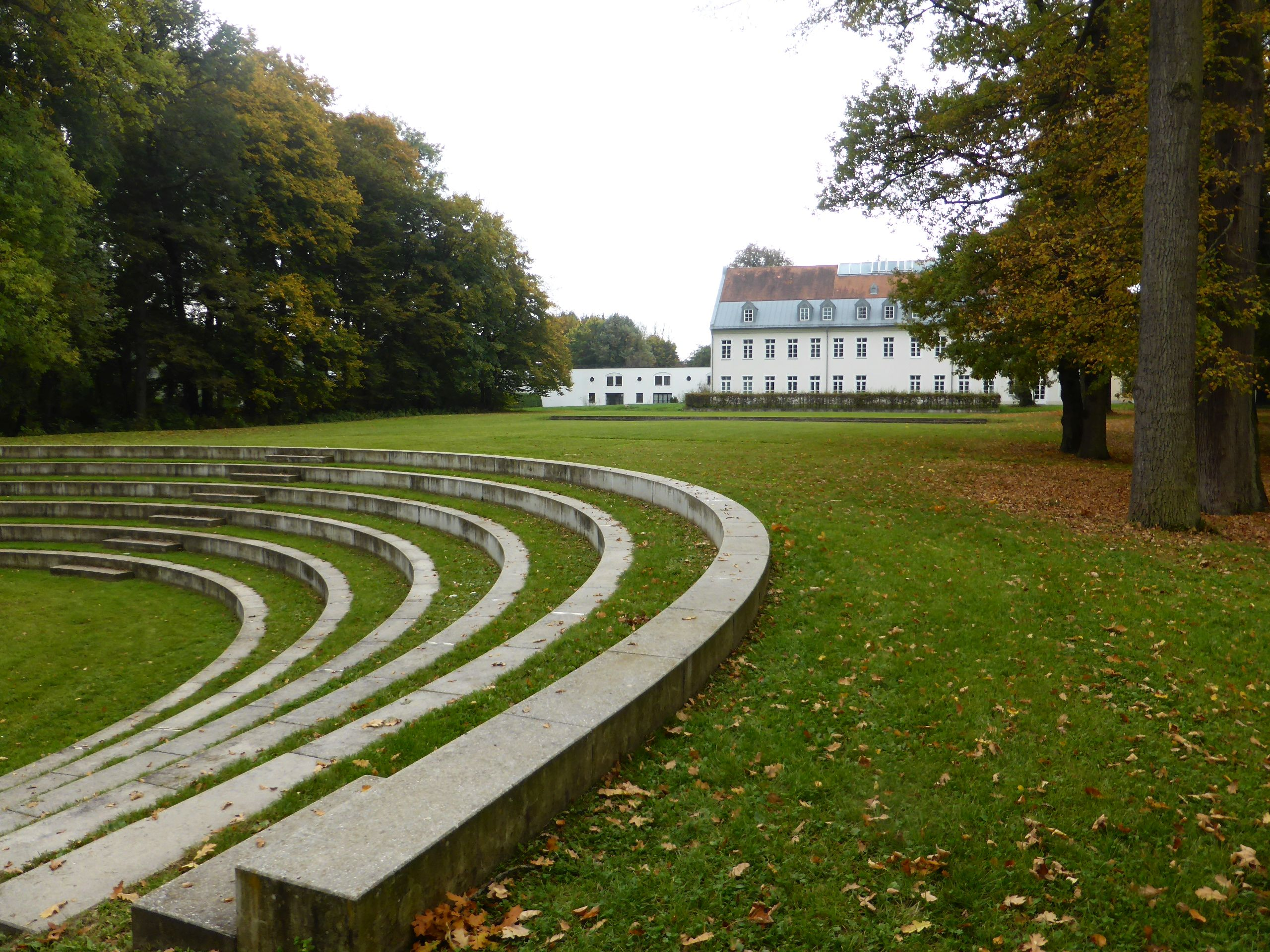
Gern (Schlosspark), Nordflügel des Neuen Schlosses
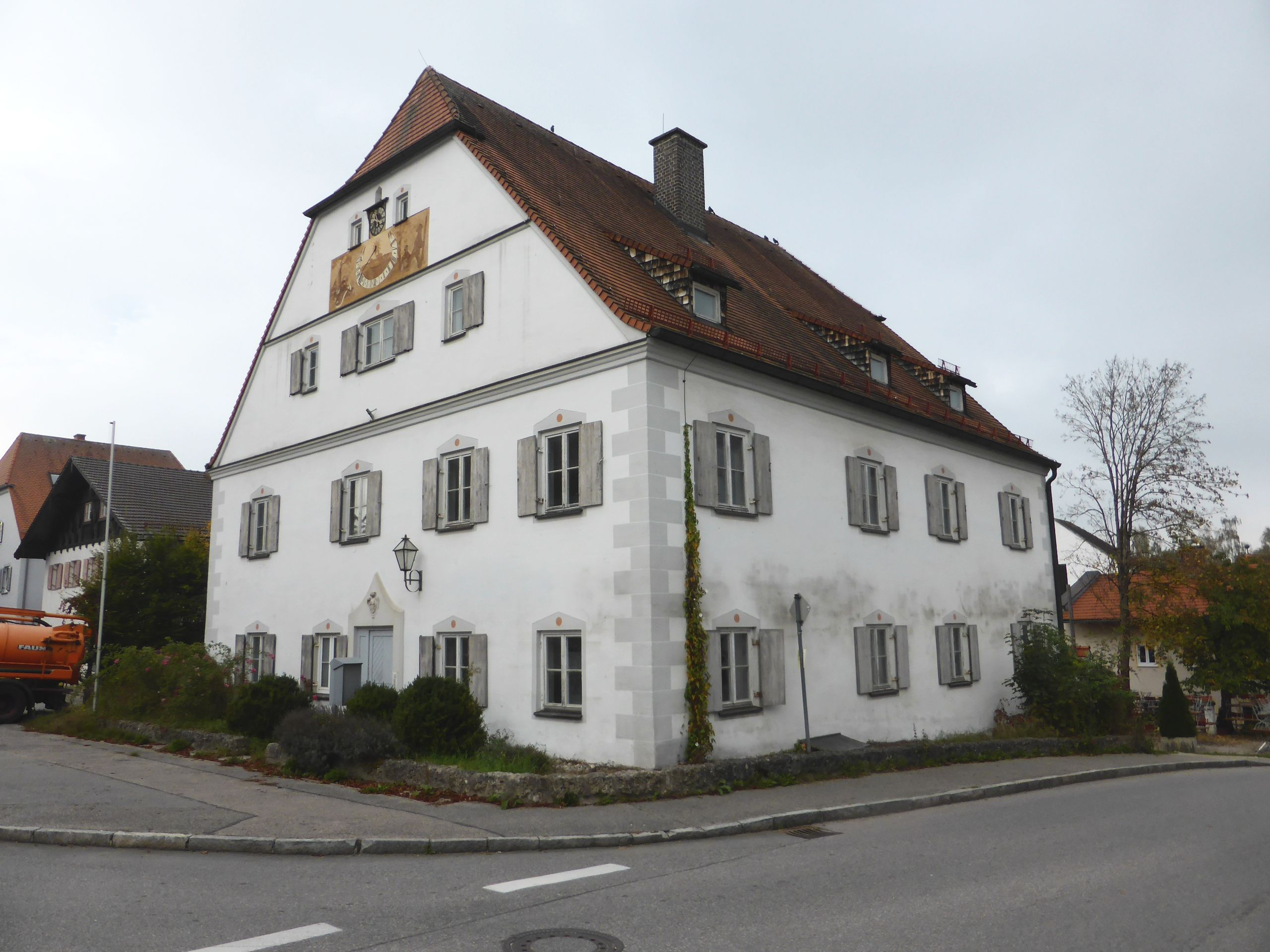
Gern (Wohnhaus, Hofmark 23)
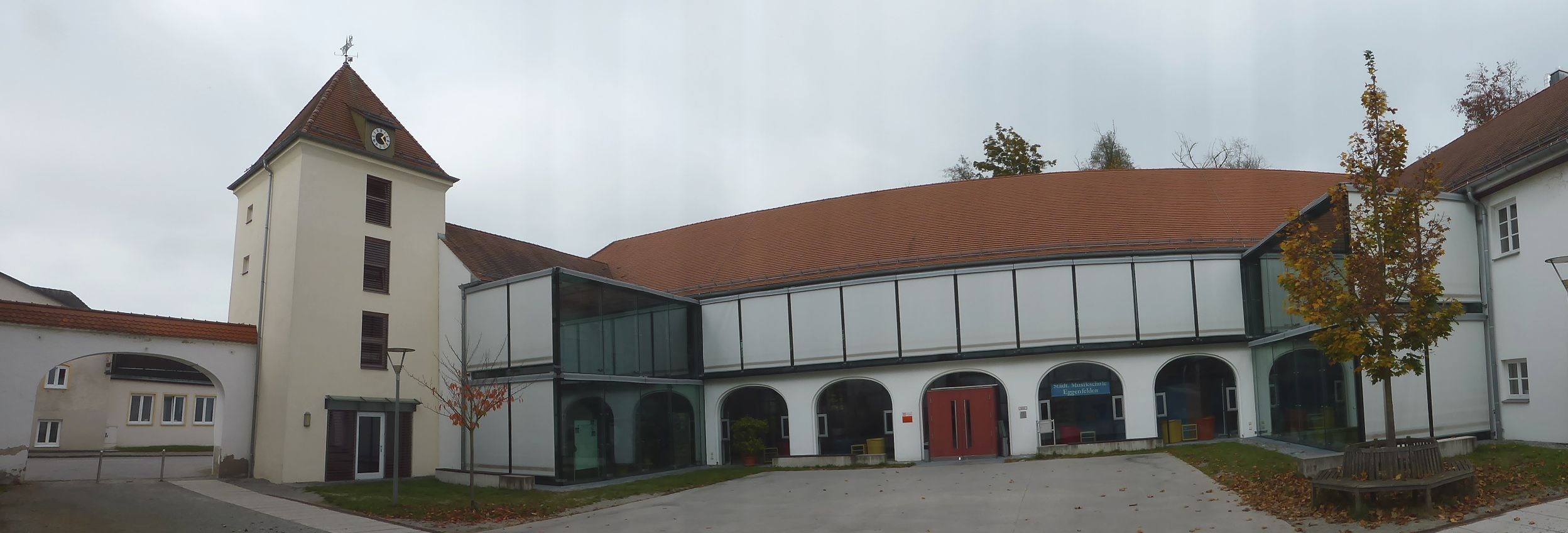
Gern (Musikschule Eggenfelden)
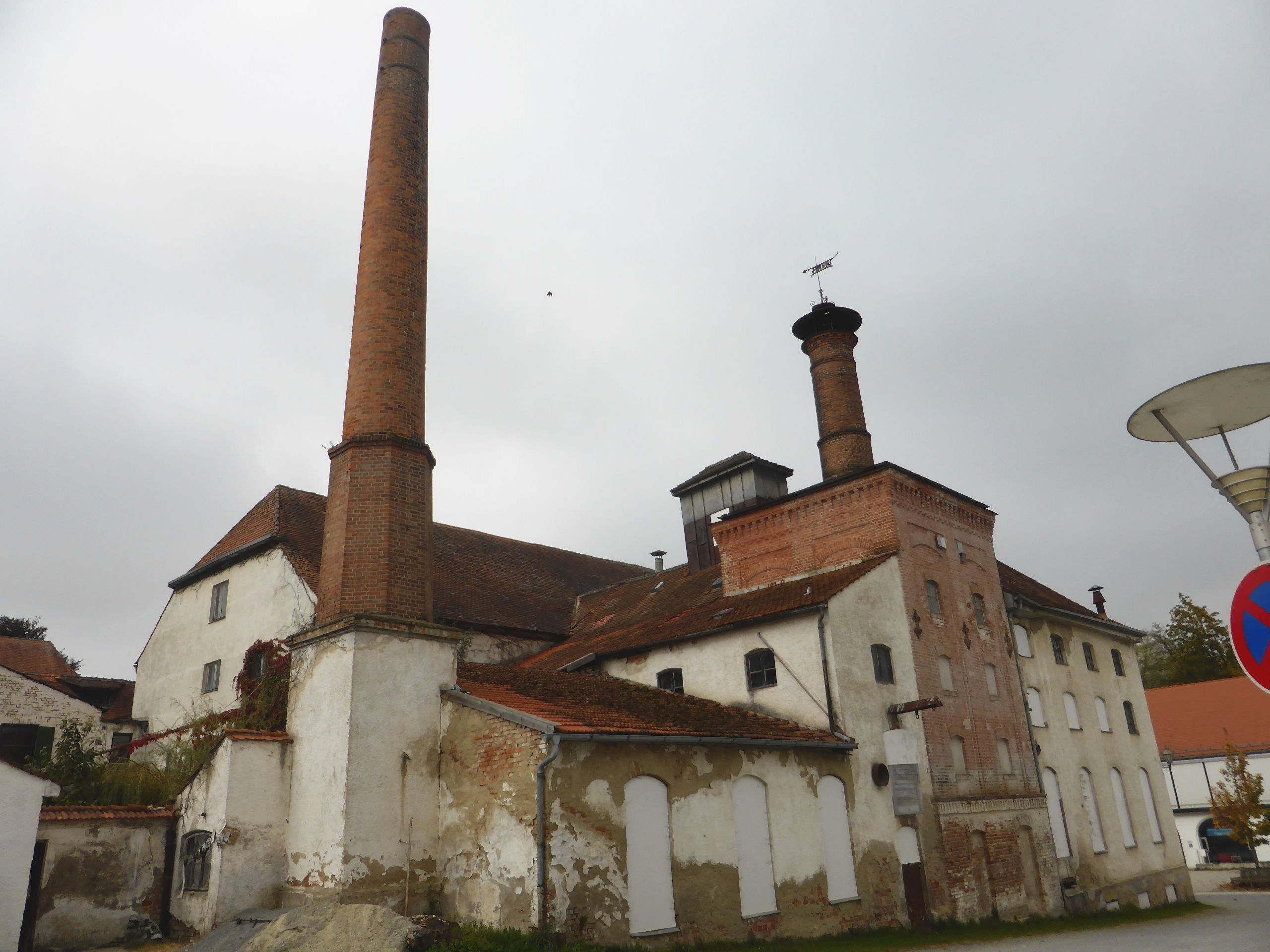
Gern (Brauerei und Mälzerei, Hofmark 31)
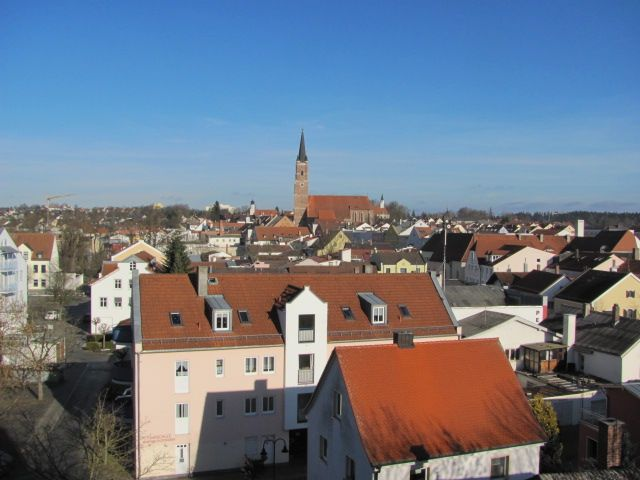
Die Pfarrkirche Sankt Nikolaus und Sankt Stephanus über der Altstadt von Eggenfelden.
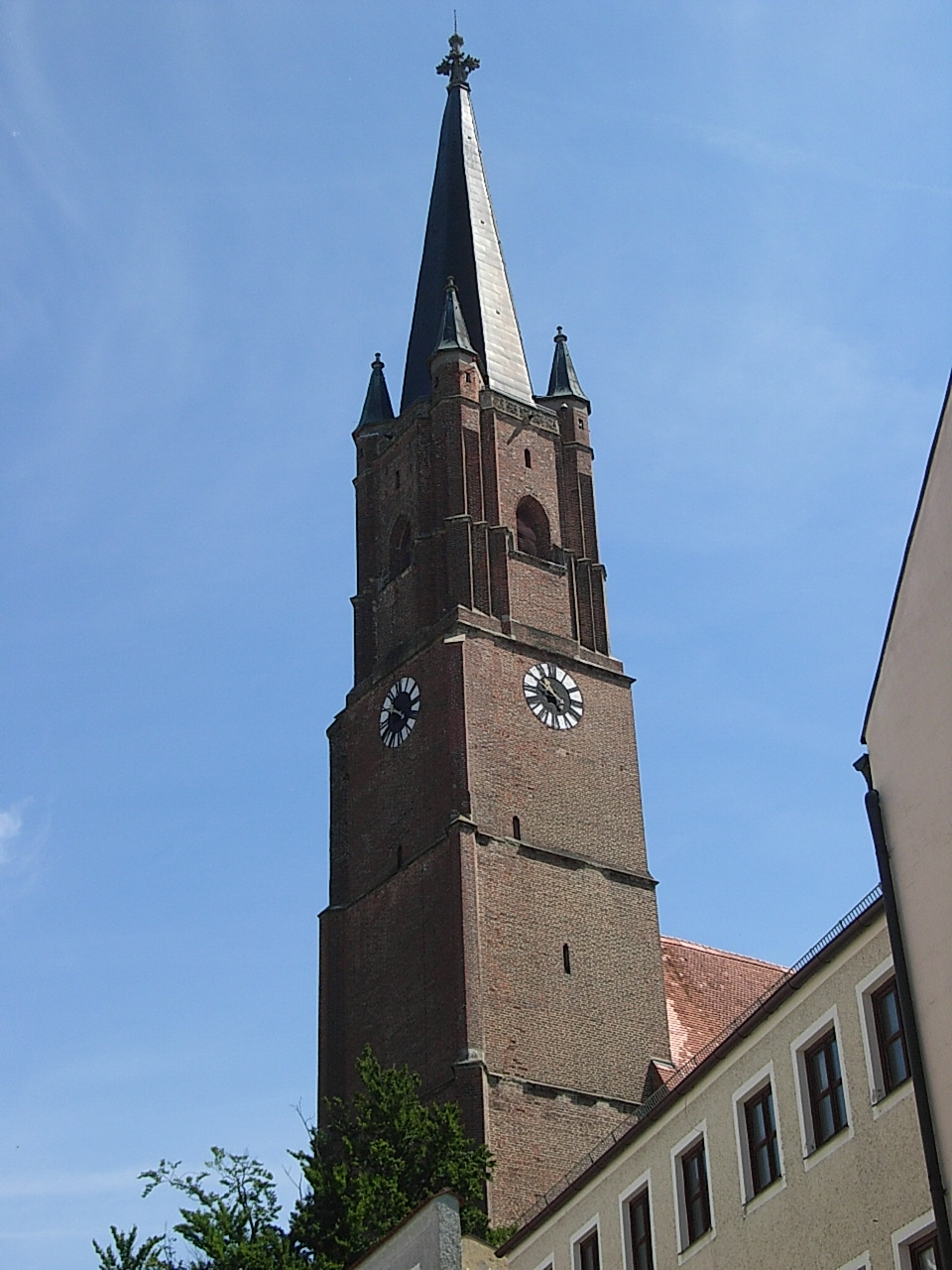
Turm der Stadtpfarrkirche
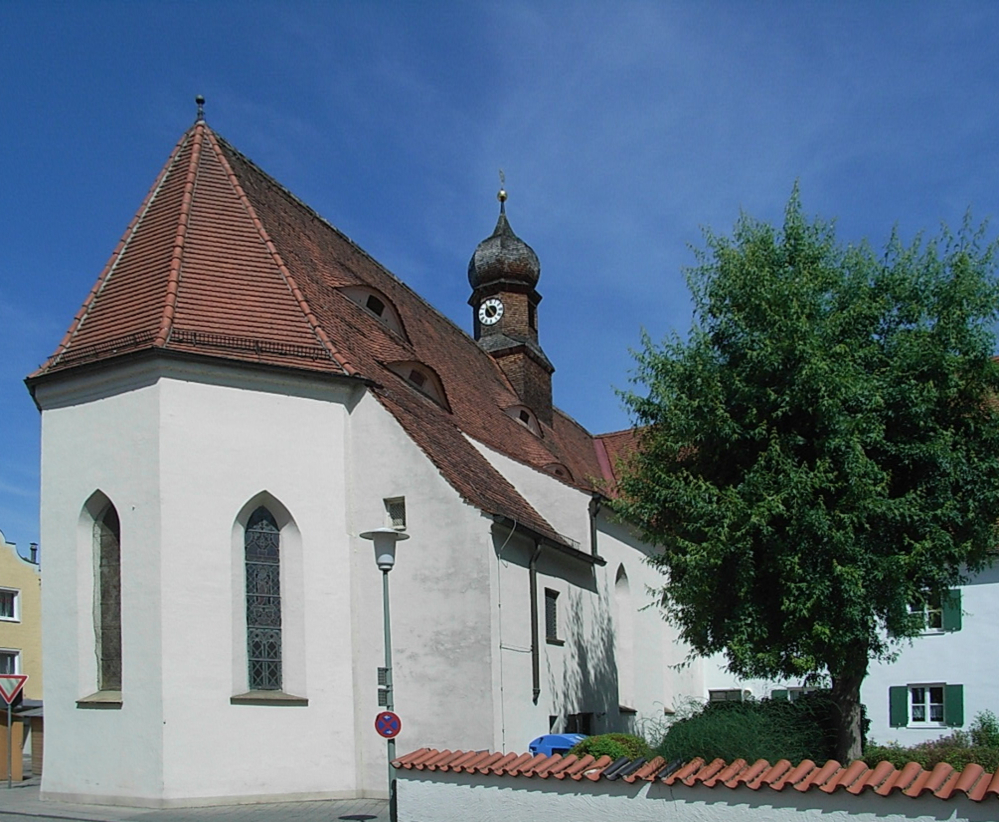
Spitalkirche Hl. Geist

### Sport

#### Sportstätten
Der Bürgerwald als Naherholungszentrum wird zum Wandern, Nordic Walking und Joggen genutzt, ebenso der Lichtlberger Wald, in dem ein Fischereilehrpfad eingerichtet wurde. Das Freibad liegt nahe dem Stadtzentrum. Das flache Tal entlang der Rott ermöglicht Wandertouren zu Fuß oder mit dem Fahrrad, wo man Biberburgen und Gehege mit Wallabys und Rehwild passieren kann. Traditionell beliebt ist der Pferdesport mit mehreren Reitvereinen und Reitbetrieben im Stadtgebiet. Es gibt einen Golfclub, Segel- und Sportflughafen sowie zahlreiche Sportvereine. Für Menschen mit Herzerkrankungen steht eine Herzsportgruppe unter fachärztlicher Betreuung zur Verfügung.

#### Sportvereine
- Bogensport: Bogenschützen Eggenfelden 1983 e.V[27]
- Fußball: SSV Eggenfelden[28], FC Kirchberg 64
- Handball: Der TV 1885 Eggenfelden e. V.[29] nimmt aktuell mit 2 Herrenmannschaften und 6 Nachwuchsmannschaften am Spielbetrieb des Bayerischen Handballverbandes (BHV) teil. Die erste Herrenmannschaft spielt 2022/23 in der Bezirksliga Altbayern und die weibliche A-Jugend in der Bayerischen Oberliga. Der TVE trägt seine Heimspiele in der Dreifachturnhalle Eggenfelden aus. Größter Erfolg der Eggenfeldener ist bisher neben der „Südostbayerischen Landesligameisterschaft“ 1988 der Aufstieg in die viertklassiga Handball-Bayernliga, in der sich die TVE-Handballer[30] sechs Jahre halten konnten und in der Saison 1991/92 mit dem vierten Platz ihr bestes Ergebnis erzielten.
- Rock'n'Roll: 1. Eggenfeldner Rock’n’Roll Club ’78 e. V.[31]

### Kulturelle Veranstaltungen

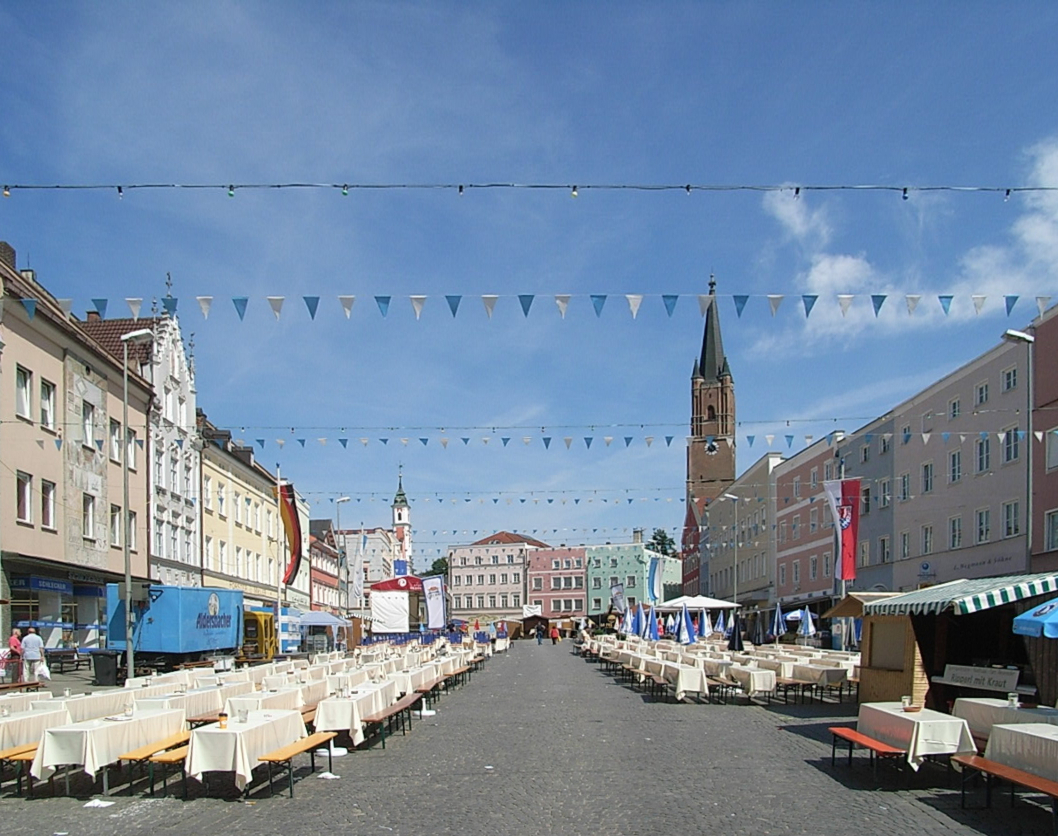
Stadtplatz von Eggenfelden

Auf dem Stadtplatz oder im Gemeindeteil Gern werden vielseitige kulturelle Veranstaltungen angeboten, darunter Ausstellungen und Konzerte, die Gerniale, ein sommerliches Freiluftkino im Schlosspark oder Die Mittelaltertage Gern am letzten Juniwochenende im Schlosspark. Im Jahresverlauf gibt es verschiedene sich wiederholende Veranstaltungen, wie die Lange Einkaufsnacht, das Eggenfelden in Weiß im Juli (seit 2014), ein Fest in vollständig weißer Kleidung auf dem Stadtplatz, die Musiknacht, die Herbstsonntage, die Kinderkunsttage. Bei der sich wiederholenden Veranstaltung Gesundheitsmesse 50plus in der Rottgauhalle Gern im September werden einem überregionalen Publikum umfassende Informationen unter anderem zum Thema Gesundheit vorgestellt. Eine weitere bekannte Veranstaltung ist die Gerner Dult: Bekannt als der Gerner ist es eines der ersten Volksfeste des Jahres mit langer Tradition. Manche Anwesen im Ortsteil Gern besitzen seit Bestehen der Schlossbrauerei Gern das Hausschankrecht, sodass sie während der Dult Bier ausschenken dürfen. Die Schlossbrauerei Gern existiert nicht mehr, jedoch besteht das Schankrecht nach wie vor, sodass sich verschiedene Vorgärten während der Dultzeit in Biergärten verwandeln.

### Nachtleben
Die Stadt ist ein bedeutendes Zentrum des Nachtlebens der gesamten Region. Das liegt nicht zuletzt an ihren Großraumdiskotheken, mehreren Clubs, den vielen Bars, dem großen MULTIPLEX 3D-Kino, dem Theater an der Rott, dem Kulturstadtteil Hofmark Gern (mit Schlossökonomie) und den diversen regelmäßigen Veranstaltungen z. B. das weit über die Grenzen der Region bekannte Pub Festival. Zudem findet in Eggenfelden jährlich im April eines der großen Volksfeste Niederbayerns, die Gerner Dult, statt.

## Öffentliche Infrastruktur

### Krankenhaus(Schwerpunktklinik)

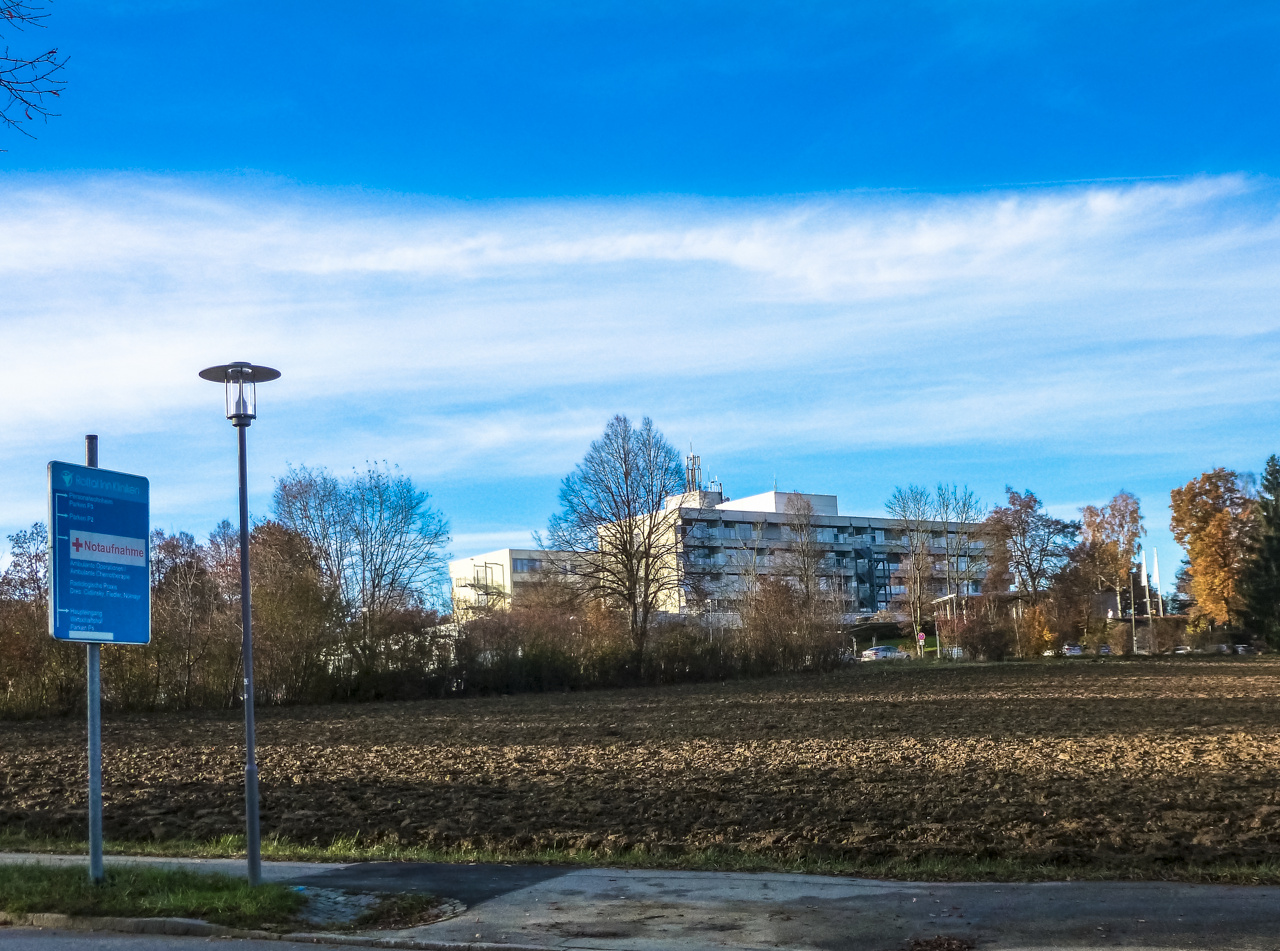
Schwerpunktklinik in Eggenfelden

Die Rottal-Inn-Kliniken KU am Standort Eggenfelden sind als akademisches Lehrkrankenhaus der Universität Regensburg aktiv an der Aus- und Weiterbildung von Ärztinnen und Ärzten beteiligt. In der assoziierten Krankenpflegeschule werden Pflegekräfte auf ihren Beruf vorbereitet. Mit über 700 Mitarbeitern ist es das größte Krankenhaus der Region und zusammen mit den Krankenhäusern in Pfarrkirchen sowie Simbach am Inn als Kommunalunternehmen (KU) der größte Arbeitgeber des Landkreises.

### Freiwillige Feuerwehr Eggenfelden
Bürger Eggenfeldens gründeten die Freiwillige Feuerwehr Eggenfelden am 13. September 1865 aus Anlass eines verheerenden Brandes auf dem Eggenfeldener Marktplatzes am 21. Juli desselben Jahres. Ein Mitbegründer und deren Hauptmann für zehn Jahre war Georg Haberland. Heute ist sie mit insgesamt 15 Fahrzeugen und über 300 aktiven Mitgliedern die größte Feuerwehr im Landkreis Rottal-Inn. Sie ist in die Stadtfeuerwehr und in vier örtliche Feuerwehren aufgeteilt.
Die Stadtfeuerwehr stellt Brandschutz und Unfallhilfe im Gemeindebereich Eggenfelden sicher und ist mit zahlreichen Sonderaufgaben wie z. B. Gefahrgut, örtliche Einsatzleitung und Atemschutzausbildung für den Landkreis Rottal-Inn betraut. Die Feuerwehren auf örtlicher Ebene sind für die schnelle Hilfe vor Ort und zur Unterstützung der Stadtfeuerwehr wie z. B. Wasserversorgung oder Bevölkerungswarnung ausgelegt.
Gliederung:
- Feuerwehr Eggenfelden Stadt, acht Fahrzeuge und 92 aktive Mitglieder;
- Feuerwehr Hofmark Gern, zwei Fahrzeuge und 45 aktive Mitglieder;
- Feuerwehr Kirchberg, zwei Fahrzeuge;
- Feuerwehr Peterskirchen, zwei Fahrzeuge;
- Feuerwehr Hammersbach, ein Fahrzeug.

### Technisches Hilfswerk
Der Ortsverband Eggenfelden des Technischen Hilfswerks ist dem Regionalbereich Mühldorf angegliedert und besteht aus dem OV-Stab, dem Technischen Zug und der Jugendgruppe. Der Technische Zug besteht aus einem Zugtrupp, der Bergungsgruppe und den Fachgruppen Notversorgung und Notinstandsetzung, Räumen(C) und Sprengen. Zusätzlich unterhält der Ortsverband im Rahmen der örtlichen Gefahrenabwehr diverse Zusatzausstattung, welche überwiegend durch den Helfer- und Förderverein des Ortsverbandes finanziert wird.
Der Ortsverband besteht aus rund 70 ehrenamtlichen Helfern und ist im Industriegebiet in der Lauterbachstraße 63 untergebracht.

### Rettungsdienst
Die Rettungswache des BRK in Eggenfelden ist die meist beschäftigte Rettungswache des Landkreises Rottal-Inn. Hier sind 7 Fahrzeuge des Rettungsdienstes, der Unterstützungsgruppe Rettungsdienst und der Schnelleinsatzgruppe SanEL stationiert: 1 Notarzteinsatzfahrzeug; 4 Rettungswagen; 1 Krankentransportwagen; 1 Einsatzleitwagen SEG SanEL. Rettungsassistenten der Rettungswache Eggenfelden übernehmen zusätzlich die Aufgabe des Einsatzleiters Rettungsdienst. Die Mitarbeiter der Rettungswache Eggenfelden besetzen zudem unter der Woche den Rettungswagen Stellplatz im Markt Gangkofen, der eine Außenstelle der Wache Eggenfelden ist.

## Nahverkehr

### Schienenverkehr
Eggenfelden liegt zentral an der Bahnstrecke Passau–Neumarkt-Sankt Veit (Rotttalbahn) über Pfarrkirchen. Auf der Rotttalbahn fahren im Personenverkehr Triebwagen der Baureihe 628 der Südostbayernbahn. Im Güterverkehr wurden die Baureihen 213 und 217 eingesetzt, heute nur noch die Baureihe 294. In Eggenfelden gibt es zwei Bahnhöfe: den Bahnhof Eggenfelden (alter Bahnhof, ca. 1890 erweitert) sowie Eggenfelden-Mitte, besteht seit Dezember 2007; im Gegenzug dazu wurde die frühere Haltestelle Gern-Altenburg aufgegeben.

### Straßen
Eggenfelden ist Kreuzungspunkt der Bundesstraßen B 20, B 388, B 588, der Kreisstraßen PAN 32, PAN 56 und der Staatsstraße 2108. Der innerstädtische Verkehr wird von verschiedenen Taxiunternehmen geleistet. Es gibt ein sogenanntes Stadttaxi. In Süd-Westlicher Richtung schließen in 24 km Entfernung die Bundesstraßen B 20, B 588 an der Europastraße E 552 an. Sie schaffen somit eine Verbindung zur Österreichischen Staatsgrenze.

### Flugplatz Eggenfelden

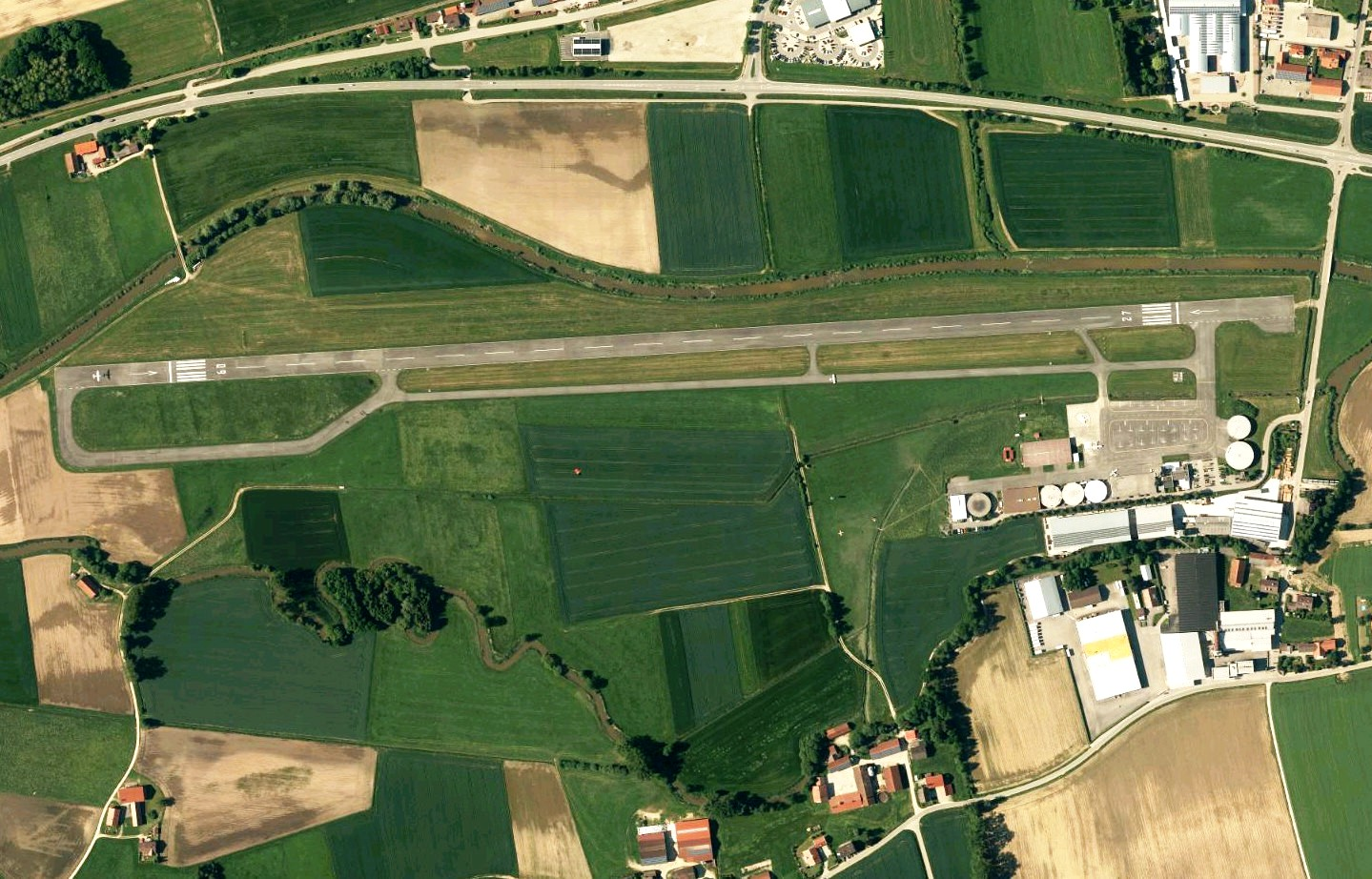
Flugplatz Eggenfelden

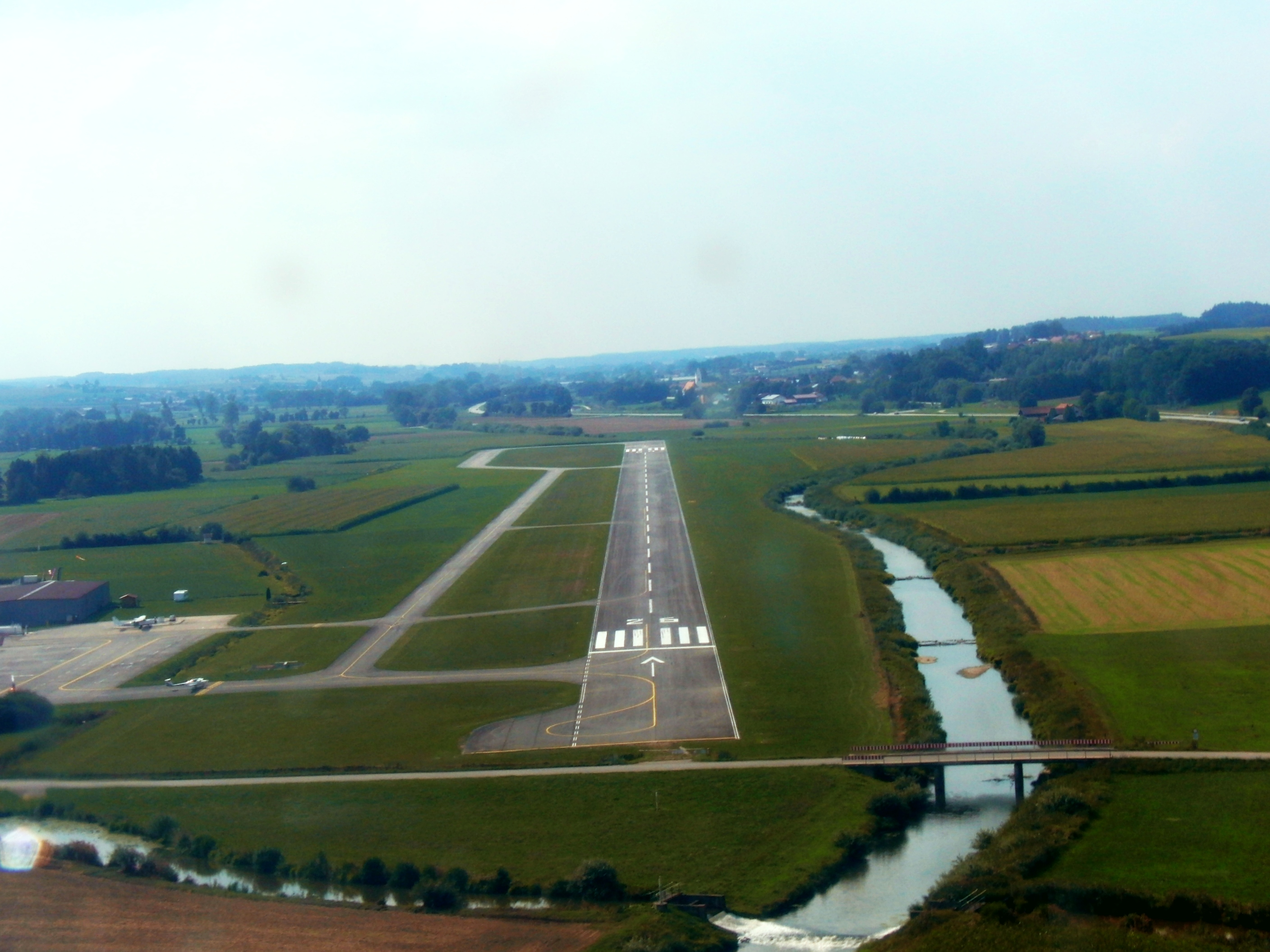
Anflug aus östlicher Richtung

Der Flugplatz Eggenfelden ist der südöstlichste Flugplatz Deutschlands. Er ist als Verkehrslandeplatz klassifiziert und verfügt über eine 1300 m lange und 23 m breite Asphalt-Lande-Startbahn.

## Öffentliche Einrichtungen

### Amtsgericht
Das Amtsgericht befindet sich seit dem 1. Oktober 1879 in Eggenfelden und ist für den gesamten Landkreis Rottal-Inn zuständig.

### Finanzamt
Das Rentamt bzw. spätere Finanzamt hat seit 1803 einen festen Platz in Eggenfelden.

### Bildung
In Eggenfelden befindet sich mehrere Schulen, darunter das Karl-von-Closen-Gymnasium Eggenfelden, eine Realschule (Stefan-Krumenauer-Realschule E.), eine Mittelschule (Wirtschafts-Mittelschule E.), eine Grundschule (Grundschule E.) und eine Berufsschule (Berufliches Schulzentrum E.).
Hochschulen in der Region sind in Deggendorf die Technische Hochschule Deggendorf (ca. 62 km entfernt) sowie in Pfarrkirchen mit der Forschungsaußenstelle der TH Deggendorf (auch „Technologiecampus“ genannt), der THD – European Campus Rottal-Inn Pfarrkirchen, (ca. 15 km entfernt). In Landshut befindet sich die Hochschule Landshut (ca. 56 km entfernt). In Rosenheim mit der TH Rosenheim (ca. 101 km entfernt) sowie in Burghausen mit dem Campus Burghausen (ca. 32 km entfernt) als Forschungsaußenstelle der TH Rosenheim gibt es zwei weitere Hochschulen in der Region.

## Persönlichkeiten

### Ehrenbürger
Die Ernennung von Ehrenbürgern erfolgte seit 1887.

### Söhne und Töchter der Stadt
- Franz Lipp (1718–1798), Organist in Laufen, ab 1754 Salzburger Domorganist[62]
- Franz Xaver Kefer (1763–1802), in Axöd geborener Pädagoge, Gründer und Initiator der Feiertagsschule in München
- Viktrizius Weiß (1842–1924), Kapuzinerpater
- Georg Hinterwinkler (1857–1915), geboren in Untereschlbach, Geistlicher und Mitglied des Deutschen Reichstags (Zentrum)
- Georg Lettl (1859–1932), Gewichtheber
- Albert Hahl (1868–1945), geboren in Gern, deutscher Kolonialbeamter und Gouverneur von Deutsch-Neuguinea
- Albert Heuwieser (1872–1947), Richter, Präsident des OLG Bamberg
- Karl Wintersberger (1880–1970), Jurist und Staatsanwalt, Senatspräsident am Oberlandesgericht Bamberg
- Richard Schimpf (1897–1972), Offizier des Deutschen Heeres, der Reichswehr, der Wehrmacht und der Bundeswehr (Generalmajor)
- Friedrich Kempfler (1904–1985), Politiker, Oberbürgermeister von Bayreuth 1939–1945, MdB von 1957 bis 1976
- Friedrich Kroneck (1931–2015), Diplomat
- Georg Baudler (1936–2023), römisch-katholischer Theologe
- Manfred Wimmer (1937–1993), Politiker (SPD), MdB
- Friedrich Müller (* 1938), Rechtswissenschaftler und Autor
- Manfred Treml (* 1943), Historiker
- Anton Kaes (* 1945), Germanist
- Toni Preis (* 1945), Bildhauer
- Fritz Hörauf (* 1949), Maler
- Joseph Michael Neustifter (* 1949), Bildhauer
- Thomas Otfried Höllmann (* 1952), Sinologe, Präsident der Bayerischen Akademie der Wissenschaften (2017–2022)
- Wilhelm Heizmann (* 1953), Literatur- und Sprachwissenschaftler
- Augusta Laar (* 1955), Künstlerin, Lyrikerin und Musikerin
- Joseph Vogl (* 1957), Literatur- und Medienwissenschaftler
- André Abed (* 1966), Brigadegeneral des Heeres der Bundeswehr
- Hans Jörg Bachmeier (* 1966), Koch, Kochbuchautor und Fernsehkoch
- Rainer Aigner (* 1967), Fußballspieler
- Marcus Hacker (* 1969), Nuklearmediziner und Hochschullehrer
- Sascha Priester (* 1972), Klassischer Archäologe, Historiker, Journalist und Manager
- Stefan Schießleder (* 1973), Schauspieler
- Konrad Lex (* 1974), Skibergsteiger
- Nadine Luck (* 1976), Autorin, Journalistin
- Christian Lex (* 1977), Drehbuchautor, Schauspieler und Regisseur
- Christoph Nußbaumeder (* 1978), Dramatiker und Autor
- Christine Perseis (* 1978), Bildhauerin
- Gerhard Blöchl (* 1981), Weltcupfahrer der Deutschen Ski-Freestyle-Nationalmannschaft
- Katrin Garfoot (* 1981), australische Radrennfahrerin
- Barbara Engleder geb. Lechner (* 1982), Sportschützin
- Stepha Quitterer (* 1982), Regieassistentin und Jugendbuchautorin
- Peter Untermaierhofer (* 1983), Fotograf
- Frederik Obermaier (* 1984), Investigativjournalist
- Martin Rehthaler (* 1985), Eishockeyspieler
- Timocin Ziegler (* 1986), Schauspieler
- Tobias Marcellus Huber (* 1988), Film- und Werbeproduzent
- Lukas Lechner (* 1988), Fußballspieler
- Markus Grübl (* 1989), Fußballspieler
- Bettina Wilpert (* 1989), Schriftstellerin
- Vanessa Vu (* 1991), Journalistin
- Katrin Butterer (* 1995), Sportschützin
- Tim Brunnhuber (* 1999), Eishockeyspieler
- Fabian Greilinger (* 2000), Fußballspieler

### Weitere Personen mit Bezug zu Eggenfelden
- Georg Haberland (1830–1910), Kunsthandwerker, Reichstags- und Landtagsabgeordneter
- Fritz Wiedemann (1891–1970), Landwirt, deutscher Offizier und Diplomat, zunächst Adjutant, später entschiedener Gegner Adolf Hitlers. Zeuge bei den Nürnberger Prozessen
- Hans Georg Emde (1919–2013), Politiker der FDP, Mitbegründer des Ortsverbands. Promovierte über die Struktur des Personenverkehrs im Rottgau
- Carlo Schellemann (1924–2010), Maler und Grafiker, lebte und arbeitete in Eggenfelden
- Willi Baumeister (1927–1997), Bildhauer
- Erwin Noll (* 1948), Künstler und Bildhauer
- Gerhard Heinze (* 1948), Fußballer, bis 1965 beim TSV Eggenfelden
- Lisa Fitz (* 1951), Kabarettistin, Schauspielerin und Sängerin, wohnhaft in Eggenfelden
- Dieter Janecek (* 1976), Politiker von Bündnis 90/Die Grünen
- Nepo Fitz (* 1981), Musikkabarettist, Sänger und Pianist
- Daniel Küblböck (1985–2018), DSDS-Teilnehmer und Sänger, absolvierte ein Praktikum in Eggenfelden